# Tartessus plebejus
Tartessus plebejus är en insektsart som beskrevs av Spångberg 1878. Tartessus plebejus ingår i släktet Tartessus och familjen dvärgstritar. Inga underarter finns listade i Catalogue of Life.